# Metopeurum urticae
Metopeurum urticae är en insektsart. Metopeurum urticae ingår i släktet Metopeurum och familjen långrörsbladlöss. Inga underarter finns listade i Catalogue of Life.